# Fate/Grand Order (アニメ)
本項では、ゲームブランドTYPE-MOONによるスマートフォン向けRPG『Fate/Grand Order』（フェイト・グランドオーダー）を原作とするアニメ作品について解説する。

## 長編アニメ
『Fate/Grand Order -First Order-』は、2016年12月31日に特別番組「Fate Project 大晦日TVスペシャル First & Next Order」内にて放送された。第1部序章の出来事を映像化した内容となっている。同作のBlu-rayとDVDは2017年3月29日に発売された。
『Fate/Grand Order -MOONLIGHT/LOSTROOM-』は、2017年12月31日に特別番組「Fate Project 大晦日TVスペシャル2017」内にて放送された。第2部序盤の直前（1.5部以降）をオリジナル映像として制作。霊と対話できると言われ使用されなくなったとある倉庫部屋「ロストルーム」での、現時間では既に存在しないカルデアス関係者の対話、そして主人公が見せられた可能性すらなくなった未来世界、カルデアへと向かう武装集団が描かれる。

### スタッフ（アニメ）
- 原作 - TYPE-MOON
- ストーリー原案 - 奈須きのこ（First Order）
- 監督 - 難波日登志（MOONLIGHT/LOSTROOMでは総監督）、塚田拓郎（First Orderでは助監督）
- キャラクターデザイン - 後藤圭佑、永作友克（MOONLIGHT/LOSTROOM）
- デザインワークス - 赤石沢貴士
- 色彩設計 - 竹澤聡、岩沢れい子（MOONLIGHT/LOSTROOM）
- 美術デザイン - 佐藤豪志
- 美術監督 - 海老澤卓也
- 撮影監督 - 松井伸哉（First Order）、中西康祐（MOONLIGHT/LOSTROOM）
- 編集 - 定松剛
- CGディレクター - 奥納基（First Order）
- 音響監督 - 高寺たけし
- 音楽 - 川﨑龍
- プロデューサー - 黒崎静佳
- アニメーションプロデューサー - 米内則智
- アニメーション制作 - Lay-duce
- 製作 - アニプレックス、ノーツ、ディライトワークス

### 各話リスト
| サブタイトル       | 脚本       | 絵コンテ                                         | 演出              | 作画監督                              | 総作画監督 | 放送日          | 発売日          |
| ------------------ | ---------- | ------------------------------------------------ | ----------------- | ------------------------------------- | ---------- | --------------- | --------------- |
| First Order        | 関根アユミ | 三條なみみ 塚田拓郎                              | 塚田拓郎 安部元宏 | 坪山圭一、杉泊朋子 中野祐貴、後藤圭佑 | 後藤圭佑   | 2016年 12月31日 | 2017年 3月29日  |
| MOONLIGHT/LOSTROOM | 奈須きのこ | 三條なみみ、塚田拓郎 黒川智之、東出太 森川さやか | 牧俊治 国崎友也   | 丹羽弘美 岡田由起子 西島翔平          | 永作友克   | 2017年 12月31日 | 2018年 12月26日 |

## 短編アニメ
『マンガで分かる!Fate/Grand Order』および『Fate/Grand Order 藤丸立香はわからない』のアニメについては、リンク先を参照。

### ぐだぐだオーダー
『ぐだぐだオーダー』は、2016年12月31日に「Fate Project 大晦日TVスペシャル First & Next Order」内にて放送された。サポート漫画『Fate/ぐだぐだオーダー』のアニメ化となる。

#### スタッフ（ぐだぐだオーダー）
- 原作 - 経験値/TYPE-MOON
- 監督・構成・脚本・絵コンテ・キャラクター原案・キャラクターデザイン・総作画監督 - 経験値
- 作画監督 - 日下部智津子
- 色彩設計 - 篠原真理子
- 撮影監督 - 加藤友宣
- 音響監督 - 納谷僚介
- 編集 - 右山章太
- アニメーションプロデューサー - 長野敏之
- アニメーション制作 - TROYCA

### 氷室の天地 〜7人の最強偉人篇〜
『Fate/Grand Order × 氷室の天地 〜7人の最強偉人篇〜』は、2017年12月31日に「Fate Project 大晦日TVスペシャル2017」内にて放送された。『Fate/stay night』のスピンオフ4コマ漫画『氷室の天地 Fate/school life』とのコラボレーション作品。

#### スタッフ（氷室の天地）
- 原作 - 磨伸映一郎/TYPE-MOON
- ストーリー原案・キャラクター原案・ネーム - 磨伸映一郎
- 絵コンテ・演出 - 三浦貴博
- キャラクターデザイン - 永森雅人
- サーヴァントキャラクターデザイン - 遠藤花織
- 作画監督 - 永森雅人、小笠原篤
- 色彩設計 - 松山静香
- 美術監督 - 小島あゆみ（1話・2話）、鬼頭裕子（3話）
- 美術監督補佐 - 樺澤侑里（1話・2話）
- 撮影監督 - 西山黛樹
- 撮影監督補佐 - 阿部鳳駿
- 3D監督 - 鉄炮塚大樹
- 編集 - 神野学
- 音楽制作 - アニプレックス
- 音楽 - 椎名豪
- プロデューサー - 金沢利幸
- 制作プロデューサー・音響監督 - 近藤光
- 脚本・アニメーション制作 - ufotable
- 製作 - FGO PROJECT

## テレビシリーズ

### 絶対魔獣戦線バビロニア
『Fate/Grand Order -絶対魔獣戦線バビロニア-』は、2019年10月から2020年3月までTOKYO MXほかにて2クールで放送されたテレビアニメ。第1部のシナリオ「第七特異点 絶対魔獣戦線 バビロニア」を元にした内容となる。「Fateシリーズ生誕15周年記念作品」として公開された。
本放送に先立ち、第0話に相当する「Episode 0 Initium Iter」が製作されており、2019年8月3日の「Fate/Grand Order Fes 2019」にてサプライズ上映された後、翌8月4日から8月11日までゲームアプリ内にて配信された。なお、バンダイチャンネル公式サイトでもほぼ同内容で配信されている。また、同年9月30日にAT-Xにてテレビ放送された。
バビロニア宣伝大使として赤羽根健治、田中美海が連載企画「ここがすごいぞ! TVアニメ『FGOバビロニア』」を「WHAT's IN? tokyo」で各話の解説をしている。偶数話を赤羽根、奇数話を田中が担当していたが、最終話の21話は赤羽根、田中がそれぞれ執筆したものが公開された。
最終話の放送後、第1部の最終シナリオ「終局特異点 冠位時間神殿ソロモン」を元にした『Fate/Grand Order -終局特異点 冠位時間神殿ソロモン-』の製作が告知された。BD&DVD完全生産限定版に-絶対魔獣戦線バビロニア- 総集編が付属している。詳細は後述。

#### スタッフ（バビロニア）
- 原作 - 奈須きのこ/TYPE-MOON[13]
- 監督 - 赤井俊文[13]
- 副監督 - 黒木美幸[13]
- リードキャラクターデザイナー - 武内崇[13]
- キャラクターデザイン - 高瀬智章[13]
- サブキャラクターデザイン - 岩崎将大[13]
- クリーチャーデザイン - 河野恵美[13]
- デザインワークス - 道下康太、滝山真哲
- プロップデザイン - 道下康太[13]
- アクションディレクター - 河野恵美、大島塔也[13]、林勇雄（第2話 - ）
- テクニカルディレクター - 宮原洋平[13]
- 美術設定 - 塩澤良憲[13]
- 美術監督 - 薄井久代、平柳悟[13]
- 色彩設計 - 中島和子[13]
- 撮影監督 - 佐久間悠也[13]
- 3DCGI - GEMBA[13]
- 3Dディレクター - 江川久志、篠崎亨[13]
- モニターグラフィックスデザイナー - 関香織
- 編集 - 三嶋章紀[13]
- 音響監督 - 岩浪美和[13]
- 音楽 - 芳賀敬太、川﨑龍[13]
- プロデューサー - 黒﨑静佳
- アニメーションプロデューサー - 福島祐一
- 制作 - CloverWorks[13]
- 製作 - アニプレックス、ノーツ、ディライトワークス

#### 主題歌（バビロニア）
「Phantom Joke」
UNISON SQUARE GARDENの歌・編曲によるオープニングテーマ。作詞・作曲は田淵智也。
「星が降るユメ」
藍井エイルによる第1クールエンディングテーマ。作詞はEir、作曲はTAMATE BOX、編曲はTAMATE BOXと三谷秀甫。
「Prover」
miletの歌・作詞による第2クールエンディングテーマ。作曲はmiletとTomLow、編曲はTomLow。
「Tell me」
第16話エンディングテーマおよび劇中曲。作詞・作曲はmiletとRyosuke"Dr.R"Sakai、編曲はRyosuke"Dr.R"Sakai。

#### 各話リスト（バビロニア）
| 話数       | サブタイトル               | 脚本       | 絵コンテ   | 演出              | 作画監督                                | アクション 作画監督 | 総作画監督        | 最速放送日     |
| ---------- | -------------------------- | ---------- | ---------- | ----------------- | --------------------------------------- | ------------------- | ----------------- | -------------- |
| Episode 0  | Initium Iter               | 武井風太   | 高雄統子   | 原田孝宏 高雄統子 | 岩崎将大                                | -                   | -                 | 2019年 9月30日 |
| Episode 1  | 絶対魔獣戦線バビロニア     | 武井風太   | 赤井俊文   | 赤井俊文          | 高瀬智章                                | -                   | 高瀬智章          | 10月5日        |
| Episode 2  | 城塞都市ウルク             | 武井風太   | 黒木美幸   | 黒木美幸 古橋聡   | 滝山真哲                                | 河野恵美            | 高瀬智章          | 10月12日       |
| Episode 3  | 王と民                     | 武井風太   | 林勇雄     | 林勇雄            | 田中裕介                                | 林勇雄              | 高瀬智章          | 10月19日       |
| Episode 4  | 密林の呼び声               | 小太刀右京 | 長町英樹   | 長町英樹          | 斉藤健吾                                | -                   | 高瀬智章          | 10月26日       |
| Episode 5  | ギルガメッシュ紀行         | 永井千晶   | 山﨑雄太   | 山﨑雄太          | 小林麻衣子                              | -                   | 高瀬智章          | 11月2日        |
| Episode 6  | 天命の粘土板               | 小太刀右京 | 倉田綾子   | 倉田綾子          | 小松麻美 小林真平                       | -                   | 岡勇一            | 11月9日        |
| Episode 7  | 陽動作戦                   | 小太刀右京 | 舛成孝二   | 小室裕一郎        | 高藤彩 伊礼えり                         | 大島塔也            | 岩崎将大 河野恵美 | 11月16日       |
| Episode 8  | 魔獣母神                   | 小太刀右京 | 赤井俊文   | 原田孝宏          | 小松原聖 川上大志                       | 大島塔也            | 高瀬智章 河野恵美 | 11月23日       |
| Episode 9  | おはよう、金星の女神       | 永井千晶   | 黒木美幸   | 鈴木萌            | 伊藤裕次 兵渡勝 尾形健一郎              | 河野恵美            | 高瀬智章 嶋田和晃 | 11月30日       |
| Episode 10 | こんにちは、太陽の女神     | 武井風太   | 石井俊匡   | 石井俊匡          | 山口智                                  | -                   | 岡勇一            | 12月7日        |
| Episode 11 | 太陽の神殿                 | 小太刀右京 | 重原克也   | 重原克也          | 嶋田和晃                                | 山本健              | 高瀬智章          | 12月14日       |
| 総集編I    | 旅の始まり                 | -          | -          | -                 | -                                       | -                   | -                 | 12月21日       |
| 総集編II   | 魂の闘い                   | -          | -          | -                 | -                                       | -                   | -                 | 12月28日       |
| Episode 12 | 王の死                     | 永井千晶   | 古橋聡     | 古橋聡            | 紺野大樹 古橋聡                         | -                   | 岡勇一            | 2020年 1月4日  |
| Episode 13 | さよなら、冥界の女神       | 永井千晶   | 赤井俊文   | 長町英樹          | 安野将人 田中裕介                       | 河野恵美            | 高瀬智章          | 1月11日        |
| Episode 14 | 決戦                       | 武井風太   | 牛嶋新一郎 | 木村寛            | 金丸綾子 浜津武広                       | 高橋賢              | 岡勇一 河野恵美   | 1月18日        |
| Episode 15 | 新しいヒトのカタチ         | 東出祐一郎 | 原田征爾   | 原田征爾          | 滝山真哲 髙田晃 小林真平 小松麻美       | 林勇雄              | 高瀬智章          | 1月25日        |
| 総集編III  | 決戦                       | -          | -          | -                 | -                                       | -                   | -                 | 2月1日         |
| Episode 16 | 目覚め                     | 桜井光     | 中山竜     | 中山竜            | 岩崎将大 小林真平 小松原聖 野々下いおり | 中山竜              | 高瀬智章 岩崎将大 | 2月8日         |
| Episode 17 | 会議は踊る                 | 永井千晶   | 石井俊匡   | 石井俊匡          | 高藤彩 小松麻美 浜友里恵                | -                   | 岡勇一            | 2月15日        |
| Episode 18 | 原初の星、見上げる空       | 桜井光     | 温泉中也   | 温泉中也          | Moaang 川上大志 温泉中也                | 温泉中也            | 高瀬智章          | 2月22日        |
| Episode 19 | 絶対魔獣戦線メソポタミアI  | 東出祐一郎 | 黒木美幸   | 黒木美幸          | 山口智 田中裕介                         | 河野恵美            | 岡勇一            | 3月7日         |
| Episode 20 | 絶対魔獣戦線メソポタミアII | 武井風太   | 赤井俊文   | 赤井俊文          | 滝山真哲 安野将人                       | 林勇雄              | 高瀬智章          | 3月14日        |
| Episode 21 | Grand Order                | 武井風太   | 高雄統子   | 原田孝宏          | 小松原聖 小林真平                       | -                   | 高瀬智章 岡勇一   | 3月21日        |

#### 放送局（バビロニア）
| 放送期間                       | 放送時間                     | 放送局       | 対象地域   | 備考                      |
| ------------------------------ | ---------------------------- | ------------ | ---------- | ------------------------- |
| 2019年10月5日 - 2020年3月21日  | 土曜 23:30 - 日曜 0:00       | TOKYO MX     | 東京都     |                           |
|                                |                              | BS11         | 日本全域   | BS放送 / 『ANIME+』枠     |
|                                |                              | 群馬テレビ   | 群馬県     |                           |
|                                |                              | とちぎテレビ | 栃木県     |                           |
| 2019年10月7日 - 2020年3月23日  | 月曜 21:30 - 22:00           | AT-X         | 日本全域   | CS放送 / リピート放送あり |
| 2019年10月13日 - 2020年3月29日 | 日曜 3:08 - 3:38（土曜深夜） | 毎日放送     | 近畿広域圏 | 『アニメシャワー』第3部   |
| 2019年10月19日 - 2020年4月4日  | 土曜 1:55 - 2:25（金曜深夜） | 北陸放送     | 石川県     |                           |

| 配信開始日    | 配信時間                   | 配信サイト |
| ------------- | -------------------------- | --- |
| 2019年10月5日 | 土曜 23:30 - 日曜 0:00     | AbemaTV |
| 2019年10月6日 | 日曜 23:00 更新            | dアニメストア ニコニコチャンネル                                                                                            |
|               | 月曜 23:00 - 23:30         | ニコニコ生放送 |
| 2019年10月8日 | 火曜 12:00 更新            | Amazonプライム・ビデオ バンダイチャンネル Hulu ビデオパス J:COMオンデマンド メガパック FOD U-NEXT アニメ放題 GYAO! ひかりTV |
| 2019年10月9日 | 水曜 0:00（火曜深夜） 更新 | Netflix |

#### BD / DVD（バビロニア）
| 巻 | 発売日        | 収録話          | 規格品番     | 規格品番     |
| 巻 | 発売日        | 収録話          | BD限定版     | DVD限定版    |
| -- | ------------- | --------------- | ------------ | ------------ |
| 1  | 2020年1月29日 | 第0話 - 第3話   | ANZX-15501/3 | ANZB-15501/3 |
| 2  | 2020年2月26日 | 第4話 - 第7話   | ANZX-15504/6 | ANZB-15504/6 |
| 3  | 2020年3月25日 | 第8話 - 第11話  | ANZX-15507/9 | ANZB-15507/9 |
| 4  | 2020年5月27日 | 第12話 - 第16話 | ANZX-15510/2 | ANZB-15510/2 |
| 5  | 2020年6月24日 | 第17話 - 第21話 | ANZX-15513/5 | ANZB-15513/5 |

## 劇場アニメ

### 神聖円卓領域キャメロット
『劇場版 Fate/Grand Order -神聖円卓領域キャメロット-』は、『前編 Wandering; Agateram』と『後編 Paladin; Agateram』で構成される連作劇場アニメ。物語は第1部のシナリオ「第六特異点 神聖円卓領域 キャメロット」を、同シナリオに登場するベディヴィエール中心に再構成した内容となる。
前編は2020年8月15日公開予定だったが、新型コロナウイルス感染症の影響による制作遅延により、同年12月5日からの公開となった。興行収入は4億4000万円。
後編は2021年5月8日に公開が予定されていたが、4月26日に新型コロナウイルス感染拡大による緊急事態宣言の発出に伴う一部映画館の休館などの影響により5月15日に延期することが発表された。

#### 制作（キャメロット）
奈須は劇場版のオファーを受けた際、『FGO』のアニメ化と第六章のアニメ化では大きく異なるという理由から喜びと不安が半々だったとダ・ヴィンチとのインタビューの中で話している。その後、テレビシリーズ版「バビロニア」で『FGO』全体の空気感が描かれ、劇場版『FGO』では第六章を一つのチャプターとしてアニメ化するという方針が立てられた。また、前後編とはいえ総合上映時間が3時間と限られているため、舞台版「キャメロット」を参考にアニメ化が行われた。
また、後編の制作期間中は新型コロナウイルスの感染が拡大していたため、キャストの収録は個別に行われた。

#### スタッフ（キャメロット）
|                                   | 前編 Wandering; Agateram       | 後編 Paladin; Agateram         |
| --------------------------------- | ------------------------------ | ------------------------------ |
| 原作                              | 奈須きのこ/TYPE-MOON           | 奈須きのこ/TYPE-MOON           |
| リードキャラクターデザイナー      | 武内崇                         | 武内崇                         |
| 監督                              | 末澤慧                         | 荒井和人                       |
| 脚本                              | 小太刀右京                     | 小太刀右京                     |
| 脚本                              | -                              | 荒井和人                       |
| キャラクターデザイン              | 細居美恵子、黄瀬和哉、温泉中也 | 細居美恵子、黄瀬和哉、温泉中也 |
| サブキャラクターデザイン          | 乘田拓茂、山本彩               | 乘田拓茂、山本彩               |
| サブキャラクターデザイン          | -                              | 原由知 本田真之                |
| 総作画監督                        | 黄瀬和哉                       | 椛島洋介                       |
| プロップデザイン                  | 吉田大洋、原由知               | 吉田大洋、原由知               |
| プロップデザイン                  | 岩永悦宜                       |                                |
| 美術設計（前編） 美術設定（後編） | 小木斉之、イノセユキエ         | 小木斉之、イノセユキエ         |
| 美術設計（前編） 美術設定（後編） | -                              | 伊井蔵 吉田大洋                |
| コンセプトアートデザイン          | 竹内敦志、coralie nagel        | 竹内敦志、coralie nagel        |
| 美術監督                          | 甲斐政俊 中村豪希 若松栄司     | 野村正信 市岡茉衣              |
| 色彩設計                          | 関本美津子                     | 上野詠美子                     |
| 撮影監督                          | 田中宏侍                       | 荒幡和也                       |
| 3DCG                              | レイルズ                       | I.G3D directrain               |
| 3Dディレクター                    | 三階直史                       | 名倉晋作                       |
| 編集                              | 濱宇津妙子                     | 濱宇津妙子                     |
| 音楽                              | 芳賀敬太、深澤秀行             | 芳賀敬太、深澤秀行             |
| 音響監督                          | 明田川仁                       | 明田川仁                       |
| 制作                              | Production I.G                 | -                              |
| アニメーション制作                | SIGNAL.MD                      | Production I.G                 |
| 配給                              | アニプレックス                 | アニプレックス                 |

#### 主題歌（キャメロット）
「独白」
坂本真綾による前編主題歌。作詞は坂本真綾、作曲・編曲はandrop所属の内澤崇仁、ストレングス編曲は石塚徹と内澤崇仁が担当。
「透明」
宮野真守による後編主題歌。作詞は坂本真綾、作曲・編曲はJin Nakamuraが担当。

#### 各話リスト（キャメロット）
| 話数 | サブタイトル        | 脚本                | 絵コンテ                                                                       | 演出                                         | 作画監督 | 総作画監督 | 公開日         |
| ---- | ------------------- | ------------------- | ------------------------------------------------------------------------------ | -------------------------------------------- | --- | ---------- | -------------- |
| 前編 | Wandering; Agateram | 小太刀右京          | 末澤慧 黄瀬和哉 荒木佑太                                                       | 末澤慧 黄瀬和哉 山城智惠 中原れい 荒木佑太   | 黄瀬和哉 和田伸一 西谷衆平 那花優統 荒木佑太 山本健 服部聰志 末澤慧                                                         | 黄瀬和哉   | 2020年 12月5日 |
| 後編 | Paladin; Agateram   | 小太刀右京 荒井和人 | 荒井和人 河野利幸 古川良太 さとう陽 満仲勧 橋本敬史 砂小原巧 伍柏諭 土上いつき | 荒井和人 曽根利幸 砂小原巧 伍柏諭 土上いつき | 齋藤卓也 服部聡志 古川良太 鈴木明日香 山口飛鳥 量山祐衣 鈴木絵万 清池奈保 片桐貴悠 鈴木俊二 小美野雅彦 井川麗奈 りお 伍柏諭 | 椛島洋介   | 2021年 5月15日 |

### 終局特異点 冠位時間神殿ソロモン
『Fate/Grand Order -終局特異点 冠位時間神殿ソロモン-』は、2021年7月30日公開の劇場アニメ。『絶対魔獣戦線バビロニア』の続編にあたり、同作を制作したCloverWorksがアニメ化を担当し、スタッフの一部も続投している。

#### スタッフ（ソロモン）
- 原作 - 奈須きのこ/TYPE-MOON[35]
- リードキャラクターデザイナー - 武内崇[35]
- 監督 - 赤井俊文[35]
- 脚本原作 - 奈須きのこ[35]
- キャラクターデザイン - 高瀬智章[35]
- サブキャラクターデザイン - 岩崎将大[35]、滝山真哲[35]、川上大志[35]
- 総作画監督 - 浜友里恵[35]
- クリーチャーデザイン - 浅賀和行[35]
- プロップデザイン - 道下康太[35]、竹内志保[35]
- コンセプトアート - 幸田和磨[35]
- テクニカルディレクター - 宮原洋平[35]
- 美術監督 - 薄井久代[35]、平柳悟[35]、臼井みなみ[35]、合六弘[35]
- 美術設計 - 塩澤良憲[35]、竹内志保[35]
- 色彩設計 - 中島和子[35]
- 撮影監督 - 松井信哉[35]
- 3DCG - 白組[35]
- 3Dディレクター - 吉田裕行[35]
- 編集 - 三嶋章紀[35]
- 音楽 - 芳賀敬太[35]、川﨑龍[35]
- 音響監督 - 岩浪美和[35]
- 制作 - CloverWorks[35]
- 配給 - アニプレックス[35]

## OVA
『Fate/Grand Carnival』は、2021年発売のOVA。6月2日に1st Season、10月13日に2nd Seasonが発売された。

### あらすじ
第一特異宴 英霊限界大祭オリンピア（1st Season）
第二特異宴 夜の特異点カブキチョウ（1st Season）
第三特異宴 ザ・ドキュメンタリー 広がる英霊格差〜英霊労働基準法〜（2nd Season）
カルデアでは、サーヴァント間の格差が問題となっていた。ある日、一人のサーヴァントが格差の是正に乗り出す。
第四特異宴 絆MAXチャンネル（2nd Season）
マスターとの関係に思い悩んでいたエレシュキガルを見かねたドゥムジは、動画配信サイト「サヴァチューブ」での配信を提案する。

### スタッフ（OVA）
- 原作 - TYPE-MOON（「Fate/Grand Order」より）
- 監督 - 岸誠二
- シリーズ構成・脚本 - 上江洲誠
- キャラクターデザイン・総作画監督 - 森田和明、廣瀬智仁
- キャラクターデザイン協力 - 武梨えり
- 音響監督 - 飯田里樹
- 音楽 - 高梨康治（Team-MAX）、芳賀敬太
- 音楽制作 - ランティス
- 美術監督 - 宮越歩
- 色彩設計 - 竹川美緒
- 撮影監督 - 國井智行
- アニメーションプロデューサー - 比嘉勇二
- アニメーション制作 - Lerche

### 主題歌（OVA）
「すーぱー☆あふぇくしょん」
主題歌。2011年のOVA『カーニバル・ファンタズム』の主題歌のカバー。作詞は畑亜貴、作曲は太田雅友、編曲は大和とZELIKが担当。
歌はマシュ・キリエライト（高橋李依）、ニトクリス（田中美海）、エリザベート・バートリー（大久保瑠美）、酒呑童子（悠木碧）、茨木童子（東山奈央）、女王メイヴ（佐倉綾音）、アタランテ（早見沙織）、謎のヒロインX（川澄綾子）、イシュタル（植田佳奈）、ネロ・クラウディウス（丹下桜）、シトナイ（門脇舞以）。
「Wonderful Carnival」
遠藤正明が歌うエンディングテーマ。作詞・作曲は芳賀敬太、編曲は伊藤翼が担当。

### 各話リスト（OVA）
| 話数       | サブタイトル                                          | 脚本              | 絵コンテ | 演出     | 作画監督 |
| ---------- | ----------------------------------------------------- | ----------------- | -------- | -------- | --- |
| 第一特異宴 | 英霊限界大祭オリンピア                                | 上江洲誠 蒼樹靖子 | 福岡大生 | 福岡大生 | 森田和明 廣瀬智仁 黒澤桂子 安形佳己 樋口博美 河野のぞみ 小野木三斉 小沼啓克 渡辺真由美 山形孝二 飯田光尋 稲田真樹 川本由記子 |
| 第二特異宴 | 夜の特異点カブキチョウ                                | 上江洲誠 蒼樹靖子 | 塚田夏央 | 野亦則行 | 森田和明 廣瀬智仁 黒澤桂子 安形佳己 樋口博美 河野のぞみ 小野木三斉 小沼啓克 渡辺真由美 山形孝二 飯田光尋 稲田真樹 川本由記子 |
| 第三特異宴 | ザ・ドキュメンタリー 広がる英霊格差〜英霊労働基準法〜 | 上江洲誠 蒼樹靖子 | 田中貴大 | 田中貴大 | 森田和明 廣瀬智仁 黒澤桂子 樋口博美 河野のぞみ 小野木三斉 斎藤美香 櫻井拓郎 谷口繁則 幸野浩二 アミサキリョウコ 松本剛彦      |
| 第四特異宴 | 絆MAXチャンネル                                       | 上江洲誠 蒼樹靖子 | 田中貴大 | 鎌田祐輔 | 森田和明 廣瀬智仁 黒澤桂子 樋口博美 河野のぞみ 小野木三斉 斎藤美香 櫻井拓郎 谷口繁則 幸野浩二 アミサキリョウコ 松本剛彦      |